# Université d'Aizu
L'université d'Aizu (会津大学, Aizu Daigaku) est une université publique du Japon située dans la ville de Aizuwakamatsu.